# Illiberis vitrea
Illiberis vitrea es una especie de mariposa de la familia Zygaenidae.
Fue descrita científicamente por Jordan en 1908.